# Tweede Kamerverkiezingen 1994/Kandidatenlijst/SBP
De kandidatenlijst voor de Tweede Kamerverkiezingen 1994 van de Solidariteit Boerenpartij was als volgt:

## De lijst
1. Dirk Guichelaar - 5.816 stemmen
2. Hans Platte - 372
3. Paul Koekoek - 819
4. P.H. Sijtsma - 146
5. H. Koekoek - 415
6. P. Bosselaar - 108
7. S. de Boer-van de Pol - 106
8. J.F.M. de Kok - 169
9. P. Vriend - 120
10. H.J. van Duren - 207
11. P. Leffertstra - 39
12. J.B. van de Wel - 38
13. H. Wierstra - 47
14. R.B. Vegter - 36
15. E.J.R. van der Lei-Pluister - 40
16. H. Ruighaver - 27
17. H. Koolman - 53
18. W. Rijstenbil - 28
19. L. van de Wetering-Dirkx - 27
20. H. Zunnenberg - 17
21. C.M. Warmerdam-Broekhof - 32
22. J.W. Okkerse - 37
23. M.M.A. Rubingh-Meulman - 20
24. P.J. Sterken - 46
25. J.G. Zandbergen-van Eeden - 23
26. A.C.C. Hopmans - 32
27. J. van der Vegte - 19
28. W.G. van Buren - 26
29. G. Datema - 44
30. J.H.W. Koolen - 179

CDA · PvdA · VVD · D66 · GroenLinks · SGP · GPV · RPF · Centrumdemocraten · De Nieuwe Partij · PSP'92 · SP · SAP · Natuurwetpartij · PMR · Unie 55+ · SBP · AOV · CP'86 · Libertarische Partij · De Groenen · Vrije Indische Partij · NCPN · ADP · Solidair '93 · Patriottisch Democratisch Appèl